# 1871 w polityce

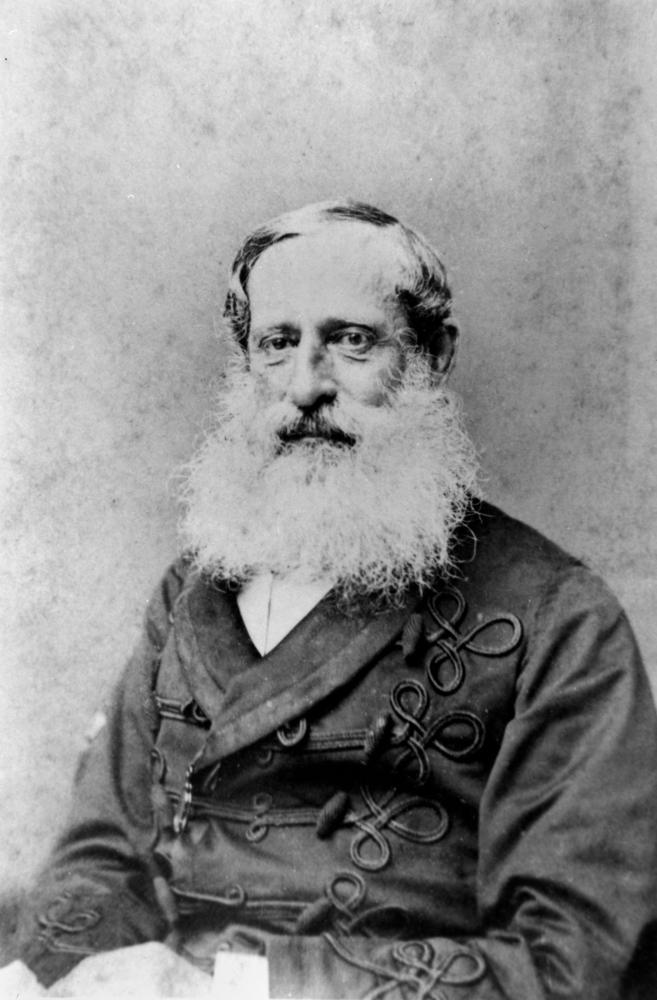
Samuel Blackall

Wydarzenia polityczne w 1871 roku.

## Wydarzenia
- Komuna Paryska[1].
  - 18 marca – proklamowanie Komuny Paryskiej[1].
  - 26 marca – wybory i utworzenie Rady Komuny[1].

## Urodzeni
- 12 lutego Charles Freer Andrews, pastor kościoła anglikańskiego, działacz społeczny i niepodległościowy w Indiach i Afryce Południowej[2].
- 2 października Cordell Hull, amerykański polityk, sekretarz stanu Stanów Zjednoczonych od 1933 do 1944 roku[3].

## Zmarli
- 2 stycznia – Samuel Blackall, gubernator Queensland[4].
- 18 marca – Georg Gottfried Gervinus, niemiecki działacz społeczny[5].
- 25 marca – Leopold von Sedlnitzky, biskup wrocławski[6].
- 24 maja – Raoul Rigault, prokurator Komuny Paryskiej[7].
- 23 września – Anselmo Llorente La Fuente, biskup San José de Costa Rica[8].
- 26 października – Thomas Ewing, polityk amerykański[9].